# 米爾法克冰原島峰
81°58′S 156°5′E / 81.967°S 156.083°E
米爾法克冰原島峰（英語：Mirfak Nunatak）是南極洲的冰原島峰，位於奧次地，處於萬斯海崖西南面19公里，由美國南極地名諮詢委員會命名，現時由南極條約體系管理。